# STS-120
STS-120 — космічний політ «Діскавері» за програмою «Спейс Шаттл», для продовження будування МКС. Це 23-й політ за програмою до МКС.

## Екіпаж
- Памела Енн Мелрой (Pamela Melroy) (3) — командир
- Джордж Дейвід Замка (George Zamka) (1) — пілот
- Скотт Едвард Паразинський (Scott Parazynski) (5) — спеціаліст з програми польоту
- Дуглас Гаррі Вілок (Douglas Wheelock) (1) — спеціаліст з програми польоту
- Стефані Вілсон (Stephanie Wilson) (2) — спеціаліст з програми польоту
- Паоло Несполі[en] (Paolo Nespoli) (1) (Італія) — спеціаліст з програми польоту, астронавт ЄКА.
- Дениел Мичіо Тані[en] — бортінженер 16-ї експедиції МКС (під час старту)
- Клейтон Конрад Андерсон — бортінженер 16-ї експедиції МКС (при посадці).

Памела Мелрой — друга жінка-командир екіпажу шаттла. Першою була Айлін Колінз. В екіпажі «Діскавері» — три новачки космічних польотів: Джордж Дейвід Замка, Дуглас Гаррі Вілок і Паоло Несполі. Паоло Несполі включений в склад екіпажу згідно з угодою між НАСА і космічним агентством Італії, якому в Італії були виготовлені три багатофункціональних транспортних модулі: «Леонардо», «Раффаелло» і «Донателло».

## Мета
Доставка і встановлення виготовленого в Італії з'єднувального модуля «Гармонія».